# La Nueva República (programa político)
La Nueva República fue el programa político presentado por el Partido Nacional (PN) para la campaña presidencial chilena de 1970, como apoyo a la candidatura del conservador Jorge Alessandri Rodríguez, quien aspiraba a llegar al Palacio de La Moneda por segunda vez, luego de su mandato iniciado el año 1958 y finalizado en 1964.

## Contenido

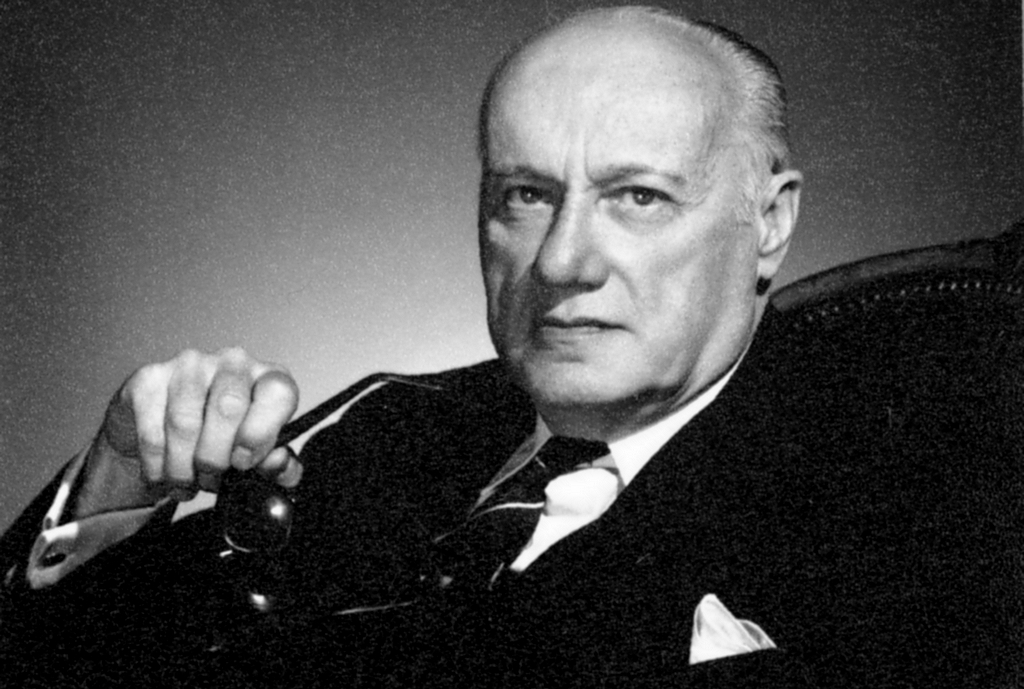
Jorge Alessandri.

El documento, publicado el 10 de julio de 1970, contenía casi cien páginas y exponía temas como la alimentación, la vivienda, la salud, la educación, el desarrollo regional y las Fuerzas Armadas. Además, criticaba a la izquierda y al socialismo, aduciendo que era necesario «sustituir la lucha de clases divisionista por una vigorosa conciencia nacional, eminentemente unitaria y solidaria», y describía al nacionalismo como la herramienta que «provocará la unidad espiritual del país y liberará su imaginación y audacia creadoras», lo que permitiría, según el mismo programa, la modernización del Estado, la transformación de la política, la expansión de la economía y el desarrollo social.
En el texto el partido atribuía la crisis que sufriría el país a la obsolescencia de las instituciones políticas, especialmente entre las relaciones el Congreso y el presidente, y los malos hábitos de los partidos políticos, que se observa tanto en su desenfrenada demagogia como de una exacerbación de ideologías trasnochadas provenientes del extranjero. Se planteó otorgarle al presidente la facultad de disolver por una sola vez el Congreso en su administración, prohibir la intervención de parlamentarios en asuntos administrativos y en conflictos sociales, obligar al presidente a renunciar a su militancia partidista y la creación de un Consejo Económico y Social que colabore con el Ejecutivo.
En lo económico se mezclaban elementos monetaristas, al participar algunos Chicago Boys en la redacción del documento, pero que convivían con tendencias más estatistas. Proponían que el Estado se encargara de vigilar la sana competencia y solo donde esta no sea posible o donde los privados no intervengan, deben haber monopolios estatales; reducir el gasto fiscal, al que acusaban de ineficiente por el crecimiento desmesurado de la burocracia; aumentar la llegada de capital extranjero al país; reformar el sistema previsional;  incentivar el ahorro social; y redistribución del ingreso.
Debía realizarse la integración latinoamericana para potenciar a Chile desde la región para resistir los embates de las grandes potencias y aumentar el propio comercio. Se esperaba que Chile recuperase su influencia como potencia marítima para hacerse escuchar entre las naciones del océano Pacífico. También se hacía énfasis en el desarrollo regional, con un régimen descentralizado.